# Лавицкий, Николай Ефимович
Николай Ефимович Лавицкий (7 декабря 1919, Слобода — 10 марта 1944, Гудермес) — советский офицер, Герой Советского Союза, в годы Великой Отечественной войны командир звена 45-го истребительного авиационного полка 216-й истребительной авиационной дивизии 4-й воздушной армии Северо-Кавказского фронта, капитан.

## Биография
Родился 7 декабря 1919 года в селе Слобода (ныне — Монастырщинского района Смоленской области). Русский. Член ВКП(б) с 1942 года. Окончил 8 классов и аэроклуб. Работал продавцом универмага в Свердловском районе Москвы.

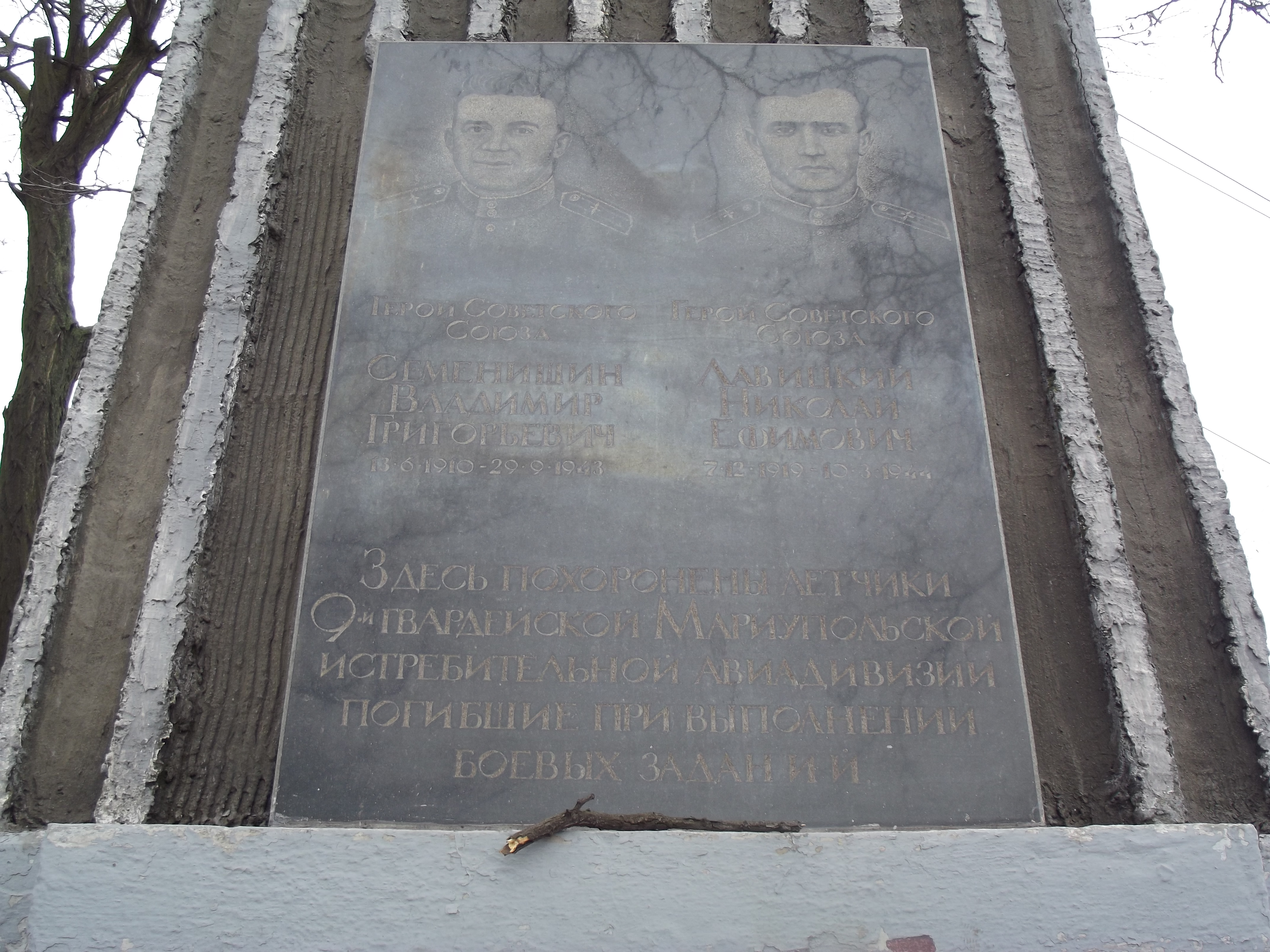
Мемориальная плита на могиле Героев Советского Союза В. Г. Семенишина и Н. Е. Лавицкого

В 1939 году призван в ряды Красной Армии. Был направлен в Борисоглебскую военную авиационную школу, которую окончил в том же году.
В боях Великой Отечественной войны с декабря 1941 года. По май 1943 года служил в 270-м истребительно-авиационном полку; с июня 1943 года по март 1944 — в 45-м истребительном авиационном полку (100-м гвардейском истребительном авиационном полку).
В июле 1943 командир звена 45-го истребительного авиационного полка лейтенант М. Ю. Лавицкий совершил 185 боевых вылетов, в 66 воздушных боях лично сбил 11 и в составе группы один самолёт противника.

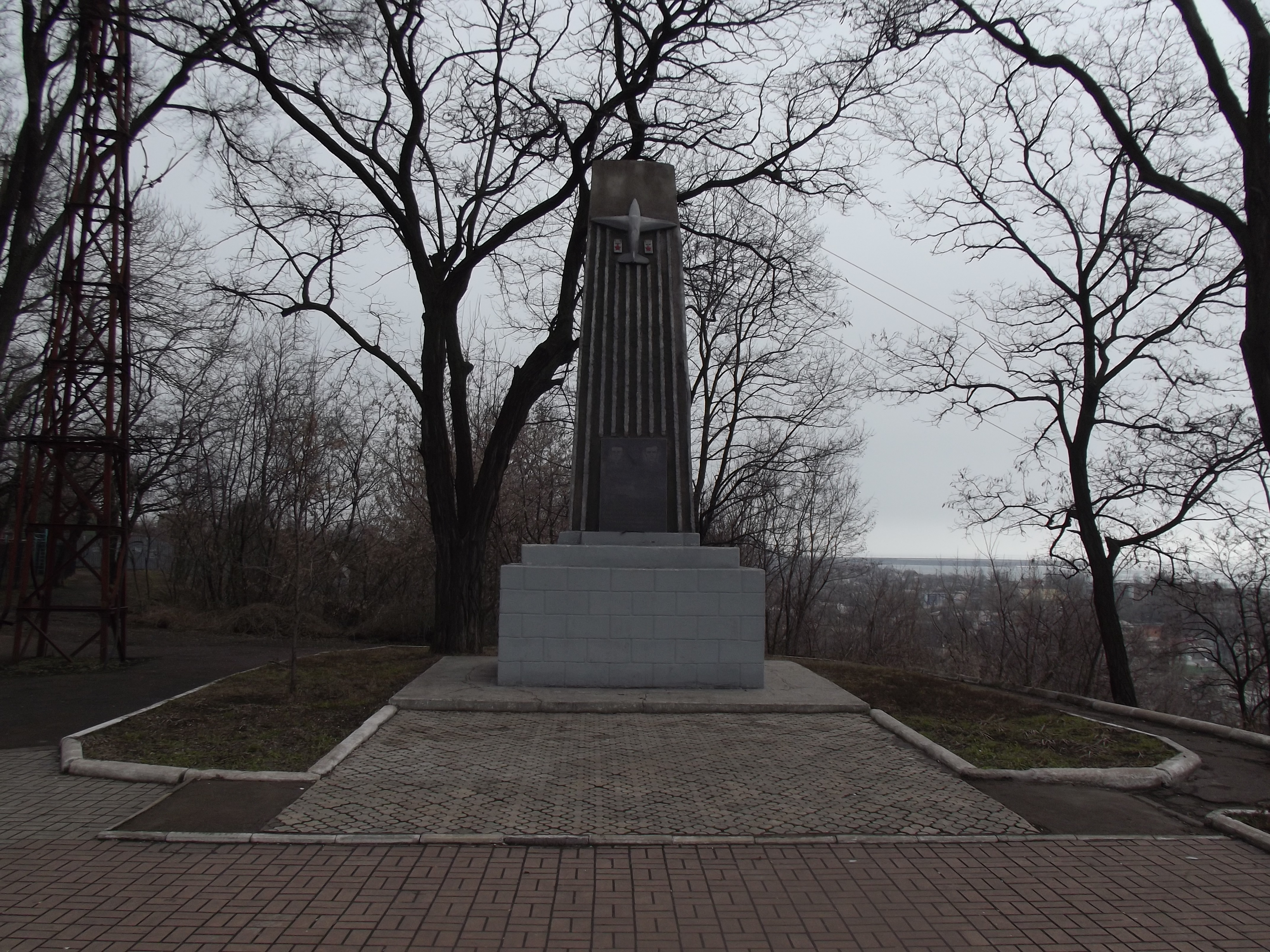
Памятник на могиле Героев Советского Союза В. Г. Семенишина и Н. Е. Лавицкого

Указом Президиума Верховного Совета СССР от 24 августа 1943 года за мужество и воинскую доблесть, проявленные в боях с немецко-фашистскими захватчиками лейтенанту Николаю Ефимовичу Лавицкому присвоено звание Героя Советского Союза с вручением ордена Ленина и медали «Золотая Звезда» (№ 1133).
Погиб 10 марта 1944 года в авиакатастрофе над Гудермесом, уводя самолёт от падения на город, в поле, самолёт взорвался.
К моменту гибели выполнил около 300 боевых вылетов, провёл до 100 воздушных боёв, сбил 20 вражеских самолётов лично и 2 в группе.
Останки Николая Ефимовича Лавицкого перезахоронили в Городском саду города Мариуполя (Украина), где воздвигнут памятник Герою.